# Zgłoszenie wierzytelności
Zgłoszenie wierzytelności – czynność procesowa wierzyciela upadłego, której skuteczne dokonanie jest co do zasady warunkiem uczestnictwa wierzyciela w postępowaniu upadłościowym (uwzględnienia jego wierzytelności na liście wierzytelności). Uprawnienie do zgłoszenia wierzytelności przysługuje wszystkim wierzycielom upadłego. Wierzytelność zgłasza się sędziemu-komisarzowi postępowania upadłościowego.

## Charakter prawny zgłoszenia wierzytelności
Zgłoszenie wierzytelności jest formą sądowego dochodzenia roszczeń przeciwko upadłemu. Pełni ono zatem analogiczną funkcję jak wytoczenie powództwa w postępowaniu cywilnym czy złożenie wniosku o wszczęcie postępowania egzekucyjnego. W szczególności skuteczne zgłoszenie wierzytelności powoduje przerwanie biegu przedawnienia. Pod względem formalnoprawnym zgłoszenie wierzytelności jest szczególnym rodzajem pisma procesowego.

## Termin zgłaszania wierzytelności
W postanowieniu o ogłoszeniu upadłości sąd upadłościowy wzywa wierzycieli upadłego do zgłoszenia wierzytelności w wyznaczonym terminie, nie krótszym niż miesiąc i nie dłuższym niż trzy miesiące. Zgłoszenie wierzytelności skutecznie wniesione po tym terminie również zostaje uwzględnione, jednakże wierzyciel ponosi wówczas koszty postępowania upadłościowego wynikłe ze zgłoszenia wierzytelności po upływie terminu wyznaczonego do zgłaszania wierzytelności, nawet jeżeli opóźnienie powstało bez jego winy.
W postępowaniu upadłościowym obejmującym likwidację majątku dłużnika ostatecznym terminem do zgłoszenia wierzytelności jest dzień zatwierdzenia ostatecznego planu podziału. Zgłoszenia wniesione po tym dniu pozostawia się bez rozpoznania.
W postępowaniu upadłościowym z możliwością zawarcia układu zgłoszenie wierzytelności po terminie nie wstrzymuje czynności postępowania, w szczególności nie jest przeszkodą do odbycia zgromadzenia wierzycieli i przyjęcia układu. Jeżeli jednak do dnia przyjęcia układu nie zostało wydane prawomocne postanowienie sędziego-komisarza w przedmiocie uzupełnienia listy wierzytelności, postępowanie w tej sprawie podlega umorzeniu.

## Wymogi formalne zgłoszenia wierzytelności
Zgłoszenie wierzytelności powinno być dokonane na piśmie w dwóch egzemplarzach i spełniać wymogi pisma procesowego. W zgłoszeniu należy ponadto podać:
- imię i nazwisko bądź nazwę albo firmę wierzyciela i odpowiednio jego miejsce zamieszkania albo siedzibę;
- określenie wierzytelności wraz z należnościami ubocznymi (odsetki, koszty postępowania) oraz wartość wierzytelności niepieniężnej;
- dowody stwierdzające istnienie wierzytelności;
- kategorię, do której wierzytelność ma być zaliczona;
- zabezpieczenia związane z wierzytelnością oraz oświadczenie wierzyciela, w jakiej prawdopodobnie sumie wierzytelność nie będzie zaspokojona z przedmiotu zabezpieczenia;
- w razie zgłoszenia wierzytelności, w stosunku do której upadły nie jest dłużnikiem osobistym, przedmiot zabezpieczenia, z którego wierzytelność podlega zaspokojeniu;
- stan sprawy, jeżeli co do wierzytelności toczy się postępowanie sądowe lub administracyjne;
- jeżeli wierzyciel jest wspólnikiem albo akcjonariuszem spółki będącej upadłym – ilość posiadanych udziałów albo akcji oraz ich rodzaj.

## Kontrola zgłoszenia wierzytelności
Kontroli formalnej zgłoszenia wierzytelności w postępowaniu upadłościowym dokonuje sędzia-komisarz. Bada on, czy zgłoszenie odpowiada ustawowym wymogom. W przypadku stwierdzenia braków formalnych, sędzia komisarz wzywa do ich uzupełnienia w terminie tygodniowym pod rygorem zwrotu zgłoszenia (jeśli wierzycielem jest osoba fizyczna nieprowadząca działalności gospodarczej) bądź zwraca zgłoszenie bez wzywania do jego uzupełnienia (jeśli wierzycielem jest przedsiębiorca lub jeśli wierzyciel reprezentowany jest przez profesjonalnego pełnomocnika).
W przypadku stwierdzenia, iż zgłoszenie wierzytelności odpowiada wymogom ustawy, sędzia-komisarz przekazuje jego odpis syndykowi, nadzorcy sądowemu, bądź zarządcy celem weryfikacji i ewentualnego umieszczenia wierzyciela na liście wierzytelności.